# Lista de membros da Royal Society eleitos em 1894
Lista de Membros da Royal Society eleitos em 1894.

## Fellows of the Royal Society (FRS)
1. William Bateson (1861-1926)
2. George Albert Boulenger[2] (1858-1937)
3. John Rose Bradford[3] (1863-1935)
4. Hugh Longbourne Callendar (1863-1930)
5. William Watson Cheyne[4] (1852-1932)
6. Robert Edmund Froude (1846-1924)
7. Micaiah John Muller Hill (1856-1929)
8. John Viriamu Jones (1856-1901)
9. Augustus Edward Hough Love[5] (1863-1940)
10. Richard Lydekker[6] (1849-1915)
11. Francis Cranmer Penrose (1817-1903)
12. Dukinfield Henry Scott[7] (1854-1934)
13. Frederick John Smith[8] (1848-1911)
14. Joseph Wilson Swan (1828-1914)
15. Victor Herbert Veley[9] (1856-1933)

## Foreign Members of the Royal Society (ForMemRS)
1. Henri Ernest Baillon (1827-1895)
2. Henri Poincaré[10][11] (1854-1912)
3. Eduard Suess[12] (1831-1914)